# Erasmus-Grasser-Gymnasium
Das Erasmus-Grasser-Gymnasium (EGG) ist ein naturwissenschaftlich-technologisches und Europäisches Gymnasium im Münchner Stadtbezirk Sendling-Westpark. Es wurde ursprünglich 1833 von König Ludwig I. als Königliche Landwirthschafts- und Gewerbe-Schule des Isarkreises gegründet. Benannt ist das Gymnasium heute nach dem Bildhauer, Holzschnitzer und Werkmeister Erasmus Grasser.

## Geschichte
Die 1833 als Königliche Landwirthschafts- und Gewerbeschule des Isarkreises gegründete Schule gehörte zu den ältesten Realgymnasien Bayerns und war in das im Damenstift von München etablierte „Polytechnikum“ eingebunden. Wie alle Schulen ihrer Art wurde die Institution 1864 von der landwirtschaftlichen Abteilung getrennt und nach der „Allerhöchsten Königlichen Verordnung vom 14. Mai“ König Ludwigs II. zur Königlichen Kreisgewerbsschule des Isarkreises umgestaltet. Am 29. April 1877 wurde sie zur sechsklassigen Kreisrealschule des Isarkreises. 1891 bekam die Schule von Prinzregent Luitpold den Vornamen der verstorbenen Könige Ludwigs I. und Ludwigs II. verliehen und hieß somit zunächst Ludwigs-Realschule. Unter dem NS-Regime wurde die Ludwigs-Realschule 1938 zur Oberschule für Jungen an der Damenstiftstraße umgeformt und nach der Zerstörung des Damenstifts im Zweiten Weltkrieg wurde sie 1946 in das Gebäude des Wittelsbacher-Gymnasiums verlegt. 1948 wurde die Schule zur Ludwigs-Oberrealschule und bekam das heutige Ignaz-Taschner-Gymnasium in Dachau zur Betreuung als Zweigstelle. 1958 wurde gemeinsam mit dem Ludwigsgymnasium die heutige Schulanlage an der Fürstenrieder Straße (in der Teilgemeinde Neufriedenheim) bezogen, die von den Architekten Fred Angerer und Adolf und Helga Schnierle entworfen wurde, ebenso wie der 1978 hinzugekommene Erweiterungsbau mit Bibliothek, Auditorium, Mensa, gestaltbaren Sporthallen und Turmsternwarte.
Das Schulgebäude ist renovierungsbedürftig; der Altbau von 1958 und der Erweiterungsbau von 1978 sind noch nie grundlegend saniert worden (Stand 2015).
Als mathematisch-naturwissenschaftliche Lehranstalt unter anderem durch ein „Pädagogisches Seminar für Germanistik, Mathematik/Physik, Kunsterziehung, Turnphilologie m. Chemie, Biologie bzw. Englisch“ ausgewiesen, wurde die Ludwigs-Oberrealschule 1965 wegen des bereits bestehenden gleichnamigen Gymnasiums zum Ludwigsgymnasium II. Obwohl die Bezeichnung wegen des gleichnamigen Namensgebers akzeptiert wurde, so stieß die Nummerierung als „Einstufung“ bzw. „Abstufung“ bei Schulleitung und Kollegium auf Ablehnung, wodurch die neue Namensfindung unumgänglich wurde. Bei der Suche nach einem Namensgeber standen die durch Naturwissenschaften glanzvoll ausgewiesenen Persönlichkeiten Nikolaus Kopernikus, Johannes Kepler, Joseph von Fraunhofer, Werner von Siemens und Justus von Liebig zur Diskussion, wobei zunächst die Wahl auf die Bezeichnung Johannes-Kepler-Gymnasium fiel, für die aber bereits eine Bewerbung im Kultusministerium vorlag. Daher wurden in der weiteren Stufe die Künstler Hans Pfitzner und Erasmus Grasser diskutiert, wobei die Wahl letztendlich auf den heutigen Namensgeber fiel.

## Lage
Das heute gemeinsam mit dem Ludwigsgymnasium in einer Anlage westlich angrenzend am Westpark gelegene Erasmus-Grasser-Gymnasium ist gut mit öffentlichen Verkehrsmitteln zu erreichen. Es gibt neben dem sog. Altbau (A-Bau) und Erweiterungsbau (E-Bau) seit 2017 auch einen Pavillon genannten Containerbau, der sich mit dem Ludwigsgymnasium geteilt wird.

## Besonderheiten

### Unterrichtsangebot
Wahlfächer
Astronomie, Italienisch, Spanisch, Japanisch, Informatik (Coding, Maker Space), Modellbau, Keramik, Werken, Fotografie, Schulgarten, Theatergruppe, Orchester, Chor, Violine, Bratsche, Chello, Kontrabass, Big Band, Instrumentalunterricht, Gruppe Bewegungskünste, Orientierungslauf, Hockey, Golf, Tennis, Badminton, Rock ’n’ Roll-Tanz, Bridge,  Schach, Streitschlichter, Schulsanitätsdienst, Selbstverteidigung für Mädchen, Mountainbiking, Bühnenbau, Licht und Ton (Veranstaltungstechnik), Schulhausgestaltung, Volleyball, Leichtathletik, Fußball für Mädchen

### Infrastruktur
Das Gymnasium verfügt über eine Sternwarte, ein Schwimmbad (geteilt mit dem Ludwigsgymnasium), einen Schulgarten, eine Bibliothek, einen Musikpavillon, über Zeichen- und Werkräume mit Brennofen und Druckerpresse sowie drei Informatikräume.
Die Infrastruktur ist jedoch teilweise aufgrund der Sanierungsbedürftigkeit des Gebäudes beeinträchtigt.

### Seminarschule
Am Erasmus-Grasser-Gymnasium werden Referendare ausgebildet. Es bestehen Studienseminare für Mathematik, Informatik, Chemie, Biologie, Englisch, Geographie, Sport und Kunst. Da Referendare nur eine begrenzte Zeit bleiben, liegt der Wechsel bei den Lehrkräften über dem Durchschnitt.

### Partnerschaften
Es bestehen Partnerschaften mit dem benachbarten Ludwigsgymnasium und der Technischen Universität München sowie eine Kooperation mit der Siemens-Stiftung.

### Sonstiges
Die Gruppe Bewegungskünste trat unter anderem 2003 mit ihrem Programm bei der Weltgymnaestrada in Lissabon auf. Die Hockeymannschaft ist Teilnehmer der Bayerischen Meisterschaft der Schulhockeymannschaften und die Schachmannschaft erreichte beim 3. Internet-Schulschachpokal 2005/2006 das Halbfinale.
Für die Nachmittagsbetreuung steht das angeschlossene Tagesheim Studienseminar Albertinum zur Verfügung.

## Auszeichnungen
- 1991: Preis im Wettbewerb „Natur im Schulumfeld“.
- 2001: 1. Preis im Landeswettbewerb der Mathematik (verbunden mit einem Besuch des Mathematischen Forschungsinstituts Oberwolfach als erste deutsche Schülergruppe)
- 2001: 3. Platz in der Gruppe 1 beim „Tag der Mathematik“ des Mathematischen Instituts der Ludwig-Maximilians-Universität[6]
- 2005: 2. Platz der Jungen III beim Landesfinale der Schulen im Judo[7]
- Sportfechten: 2011 Bay. Meister Herrendegen WK II, Vizemeister Herrenflorett WK II.
2010, 2009 bay. Vizemeister Herrendegen WK III, 3. Platz Herrenflorett WK III
- Tischtennis: mehrmals Münchener Meister
- Fußball: 2009 Münchner Stadtmeister
- 2019: 2. Platz in Deutschland für das „Senioren“-Team im Mathematikwettbewerb Náboj[8]
- 2021: Schulpreis in Silber beim Bundeswettbewerb Informatik
- 2022: Schulpreis in Silber beim Bundeswettbewerb Informatik
- 2023: Auszeichnung zur Profilschule für Informatik und Zukunftstechnologien[9]

## Schüleraustauschprogramm
- Sewickley Academy in der Nähe von Pittsburgh, USA
- Nantes, Frankreich
- Saint Germain en Laye bei Paris, Frankreich
- Verona, Italien

## Bekannte Angehörige

### Schüler
- Friedrich Ludwig Bauer (1924–2015), Informatik-Pionier
- Manuel Baum  (* 1979), Fußballtorwart und -trainer[10]
- Hans Baur (1897–1993), Chefpilot Hitlers und Führer der Flugstaffel „Reichsregierung“
- Wilhelm Baur (1905–1945), Verleger und NS-Funktionär
- Bernd Eichinger (1949–2011), Filmproduzent
- Dietmar Hamann (* 1973), Fußballspieler und -trainer
- Fritz Karmasin (1930–2013); Kommunikationswissenschaftler und außerordentlicher Professor an der Universität Wien
- Michael Molsner (* 1939), Schriftsteller und Drehbuchautor
- Marcel Schäfer (* 1984), Fußballspieler und -funktionär
- Ulrich Seidenberger (* 1961), Diplomat
- Tim Seyfi (* 1971), Schauspieler
- Norbert Skrovanek (1954–2014), Fernsehregisseur, Drehbuchautor, Produzent und Hochschullehrer
- Lisa Vicari (* 1997), Schauspielerin
- Heinz Wolf (* 1964), Fernsehmoderator
- Christopher Zeller (* 1984), Hockeyspieler
- Philipp Zeller (* 1983), Hockeyspieler

### Lehrer
- Paul Amtmann (Musik & Theater 1959–1985), Weggefährte von Carl Orff sowie Autor und Herausgeber („Das Spiel in der Schule“)
- Ludwig Bernlochner, Schulbuchautor („Geschichte und Geschehen“)
- Martin Gensbaur (* 1958), Maler, Kunst- und Museumspädagoge, Kunstdozent und Autor
- André Hartmann (* 1976), Musikkabarettist, Stimmenimitator und Conférencier
- Wolfgang Krämer (1885–1972), Rektor und Autor der „Lukasburger Stilblüten“ („Lukasburg“ war der Spitzname der Ludwigs-Oberrealschule)
- Franz Josef Strauß (1915–1988), Bayerischer Ministerpräsident